# Allan Henning
Allan Henning (Johannesburg, 1 juni 1944) is een Zuid-Afrikaans voormalig golfprofessional, die actief was op de Sunshine Tour.

## Loopbaan
Tussen 1963 en 1980 won Henning tien golftoernooien op de Sunshine Tour en zijn grootste zege was het Zuid-Afrikaans Open, in 1963. In 1968 won hij de Dunlop South African Masters.
In het seizoen 1974/75 en 1975/76 won hij de Order of Merit. In 1970 vertegenwoordigde hij voor zijn land op de World Cup of Golf.
Als een senior won hij drie keer het South African Senior Championship en drie keer de Order of Merit. In 2000 deed hij samen met de Zuid-Afrikaan Retief Goosen mee aan de Nelson Mandela Invitational en behaalden daar samen een medaille.

## Prestaties

### Professional
Sunshine Tour
- 1963: South African Open
- 1968: Dunlop South African Masters
- 1974: Rhodesian Masters, Rolux Toro Classic
- 1975: Rhodesian Masters, Western Province Open
- 1976: Datsun International, NCR Western Province Open
- 1977: Rhodesian Dunlop Masters
- 1980: Kronenbrau Orkney Open

Overige
- 1994: South African Seniors
- 1998: John Bland Invitational, Vodacom Senior Series: Welkom
- 2000: Nelson Mandela Invitational (met Retief Goosen)